# Hugo Viana
Hugo Miguel Ferreira Viana, född 15 januari 1983 i Barcelos, är en portugisisk före detta fotbollsspelare, mittfältare. Han spelade senast i Al Wasl FC. Viana debuterade i det Portugisiska landslaget 2001 och var med i truppen till VM 2002 men spelade ingenting under turneringen.